# Nyrków
Nyrków, także Nerków (ukr. Нирків, Nyrkiw) – wieś na Ukrainie w rejonie czortkowskim obwodu tarnopolskiego. 
W II Rzeczypospolitej wieś w powiecie zaleszczyckim województwa tarnopolskiego. W latach 1944–1945 nacjonaliści ukraińscy z OUN-UPA zamordowali 37 Polaków, z których część zginęła we wsi, a część w Czerwonogrodzie, gdzie się schronili.

## Zabytki
- Zamek w Czerwonogrodzie - ruiny XVII wiecznego zamku.

## Linki zewnętrzne

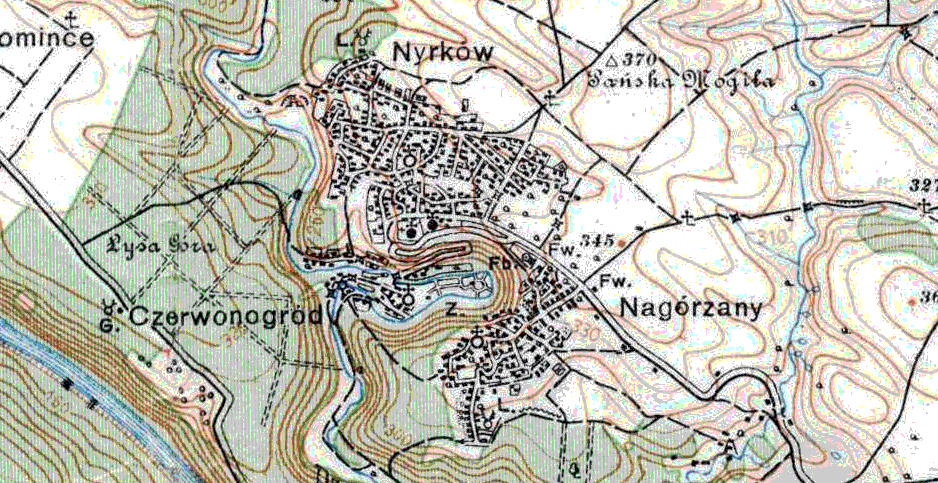
Położenie Nyrkowa i Czerwonogrodu na polskiej mapie sztabowej z 1925